# Naďa Horáková
Naďa Horáková, rozená Sochorová (* 8. února 1962 Hodonín) je česká spisovatelka a scenáristka.

## Životopis
Její život je spjatý s rodným Slováckem. Dětství prožila v Ratíškovicích u Hodonína. Vystudovala gymnázium v Kyjově a Filozofickou fakultu Masarykovy univerzity v Brně, obor český jazyk a literatura a dějepis. Pracovala jako učitelka na základní škole v Dubňanech do školního roku 2024/2025. Žije v Mutěnicích u Hodonína, je vdaná a má dva dospělé syny. Manželem Nadi Horákové je MVDr. Dušan Horák, v letech 1998–2022 starosta Mutěnic.
Píše historické romány, detektivky a povídky. Psala také fejetony pro národopisný a vlastivědný časopis věnovaný Slovácku Malovaný kraj. Je spoluautorkou námětu a scénáře televizního seriálu Policie Modrava.
V komunálních volbách v roce 2014 byla zvolena do zastupitelstva obce Mutěnice a následně obhájila post zastupitelky i v následujících letech 2018 a 2022.